# Letiště Mnichov

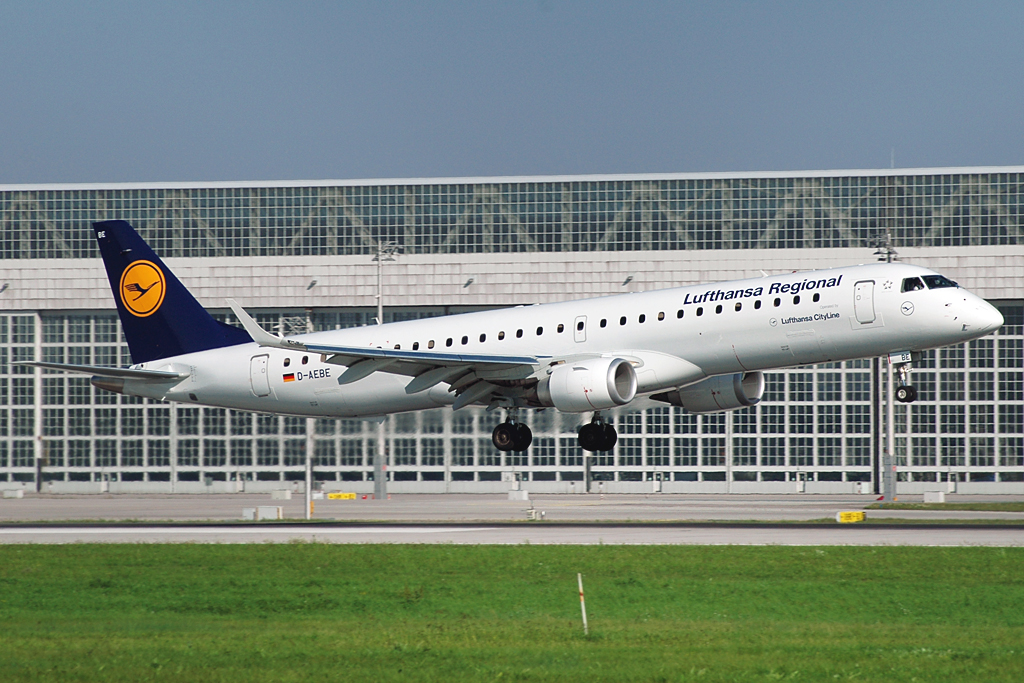
Lufthansa Regional Embraer E195

Letiště Mnichov (IATA: MUC, ICAO: EDDM) oficiálně Letiště Franze Josefa Strauße Mnichov (německy Flughafen Franz Josef Strauß München) je mezinárodní letiště v Německu, které leží přibližně 28 km severně od Mnichova. Je po letišti ve Frankfurtu druhým největším v Německu. Je významným dopravním uzlem pro Lufthansu a také důležitou mezinárodní leteckou křižovatkou nejen pro Star Alliance. 
V roce 2018 letiště odbavilo 46 milionů cestujících.

## Terminály a haly
Terminál 1 je používán leteckými společnostmi, které nejsou členy Star Alliance. Obsahuje 6 hal označených A–F. Byl otevřen 17. května 1992 a ročně jej může využít kolem 20 mil. cestujících. Terminál 1 používají např. British Airways, Air France nebo easyJet.
Terminál 2 je naopak používán členy Star Alliance. Je novější, byl otevřen 29. června 2003 a ročně jej využívá 20–25 mil. cestujících. Terminál 2 používají např. Lufthansa, Thai Airways, China Airlines, TAP Portugal a EgyptAir. K terminálu 2 patří i satelitní terminál GSH neboli Halle, používaný např. Aegean Airlines, Austrian Airlines, Air Dolomiti apod.

## Doprava na letiště
Doprava na letiště je možná linkovými autobusy nebo vlakovou linkou S1 nebo S8, cesta trvá od hlavního nádraží 48–51 minut a stojí 10,80 eur.